# Blok 5 (Podgorica)

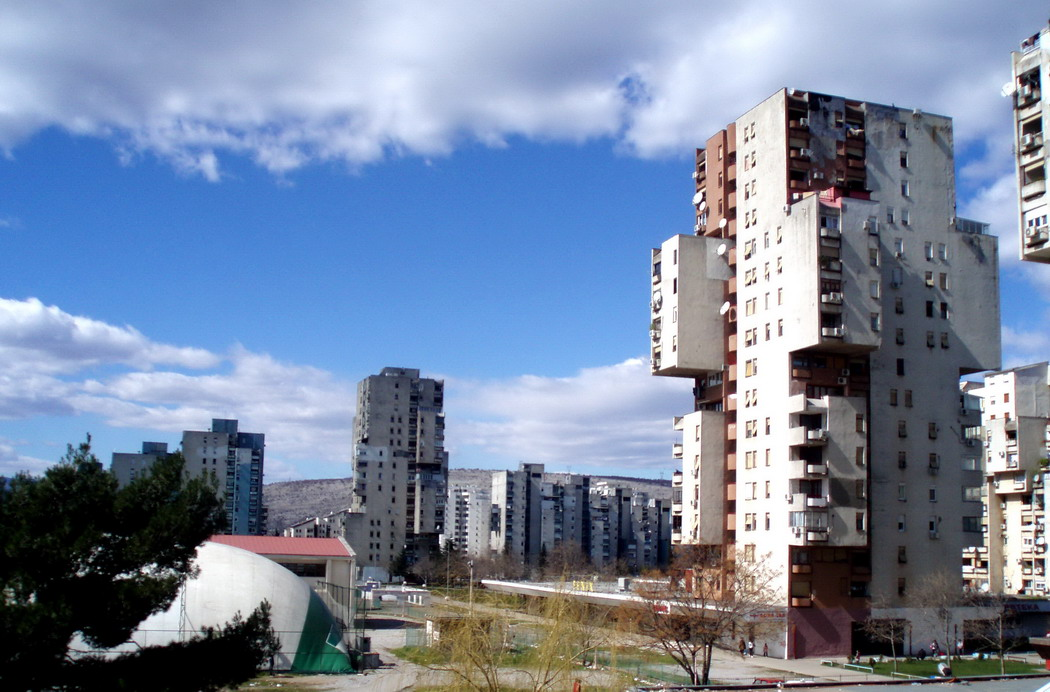
Jeden z domů.

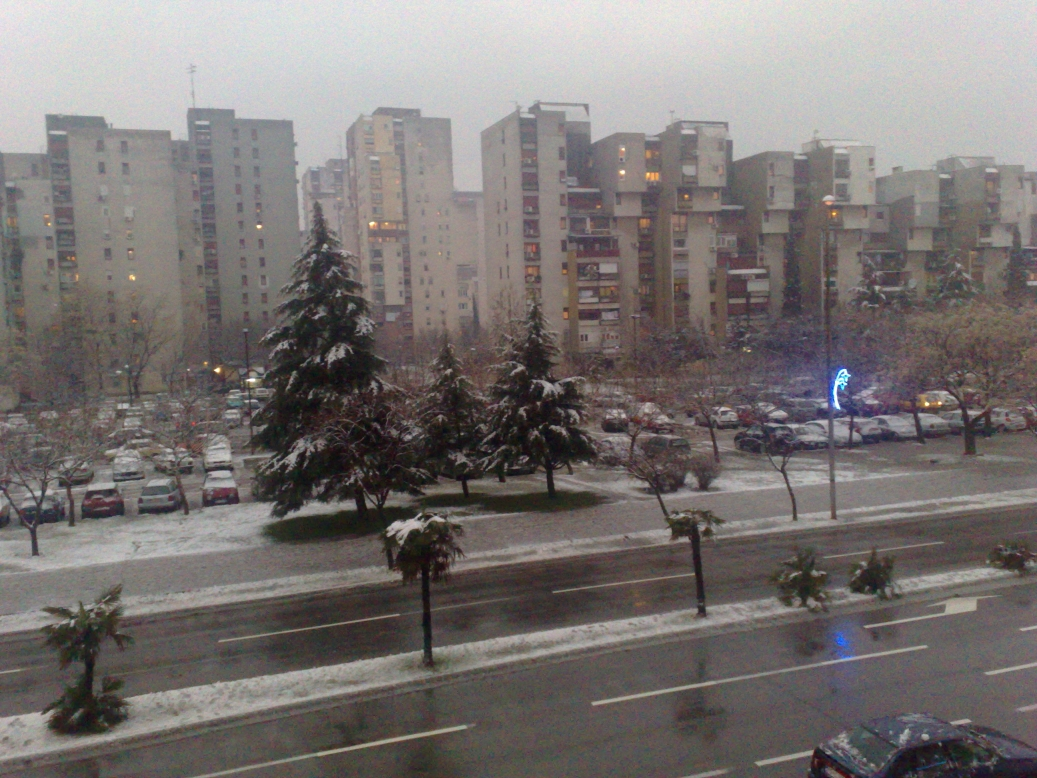
Pohled v zimě.

Blok 5 je název pro místní část, resp. sídliště v hlavním městě Černé Hory, Podgorici. Modernistická část města vznikla na jeho západním okraji. Blok 5 je vymezen ulicemi Bulevar Mihajla Lalića, Bulevar Džordža Vašingtona, Dalmatinska a Meše Selimoviće. Lokalita byla vybrána z důvodu, že v době rozhodování se město mělo rozšiřovat podél hlavních komunikací, které z něj směřovaly do dalších měst.

## Výstavba a projekt
Urbanistický projekt nového sídliště byl představen v roce 1976. Výstavba potom probíhala mezi lety 1977 až 1984 v souvislosti s rozšiřováním Podgorice (tehdy Titogradu). Projekt sídliště, které rostlo postupně (budova po budově) byl připraven architekty Vukotou T. Vukotićem a Miletou Bojovićem. Vyhrál ve veřejné soutěži. Úspěšně byl prezentován rovněž i na soutěžích a výstavách mezinárodních. Na konci 70. a začátku 80. let 20. století se jednalo o největší projekt bytové výstavby na území Černé Hory. První obyvatelé se do něj stěhovali v roce 1985.
Vukotić a Bojović realizovali projekt, který se odlišoval od ostatních sídlišť své doby. Jednotlivé budovy byly rozmístěny zcela odlišným způsobem, než tomu v tehdejší Jugoslávii bylo běžné. Budovy měly působy dojmem, jako by se posouvaly. Byty v blocích byly k dispozici od čtyřpokojových až po garsoniéry. Velký důraz byl kladen rovněž i na veřejný prostor, který měl sloužit k různým aktivitám, setkáním apod. Zachována byla i malá část lesa, která byla integrována do sídliště. Jednotlivé bloky byly projektovány s ohledem na riziko zemětřesení.

## Objekty
Součástí sídliště kromě obytných bloků byly i školy, školka a poliklinika. Byla realizována velká parkoviště pro potřeby místních obyvatel.

## Současnost
Dnes je blok 5 považován za nejzelenější část Podgorice. Jeho budovy jsou známé často jako symboly brutalistické architektury v SFRJ.